# 五十沢村 (新潟県)
五十沢村（いかさわむら）は、かつて新潟県南魚沼郡にあった村。

## 沿革
- 1901年（明治34年）11月1日 - 南魚沼郡西五十沢村、東五十沢村、南五十沢村が合併し、五十沢村が発足。
- 1956年（昭和31年）9月1日 - 南魚沼郡六日町、城内村、大巻村と合併し、六日町を新設して消滅。